# Починківський район (Нижньогородська область)
Починківський район (рос. Починковский район) — адміністративно-територіальна одиниця (район) та муніципальне утворення (муніципальний район) у південній частині Нижньогородської області Росії.
Адміністративний центр — село Починки.

## Історія
Район було утворено 1929 року.

## Населення
| 1939    | 1959    | 1970    | 1979    | 1989    | 2002    | 2008    |
| ------- | ------- | ------- | ------- | ------- | ------- | ------- |
| 65 247  | ↘51 898 | ↗60 564 | ↘45 355 | ↘38 192 | ↘33 788 | ↘31 057 |
| 2009    | 2010    | 2011    | 2012    | 2013    | 2014    | 2015    |
| ↘30 596 | ↗30 668 | ↘30 544 | ↘30 205 | ↘29 855 | ↘29 488 | ↘29 134 |
| 2016    | 2017    |         |         |         |         |         |
| ↘28 823 | ↘28 580 |         |         |         |         |         |